# 1916 год в кино

## Фильмы

### Мировое кино
- «В час ночи» / One A.M., США (реж. Чарли Чаплин)
- «Гомункулус» / Homunculus, Германия (реж. Отто Рипперт)
- «Граф» / The Count, США (реж. Чарли Чаплин)
- «Двадцать тысяч лье под водой» / 20,000 Leagues Under the Sea, США (реж. Стюарт Патон)
- «Дочь богов» / A Daughter of the Gods, США (реж. Герберт Бренон). Первый американский фильм, преодолевший планку стоимости создания в один миллион долларов[1]. Первый фильм в истории кинематографа, где главная героиня снялась полностью обнажённой[2].
- «За экраном» / Behind the Screen, США (реж. Чарли Чаплин)
- «Лавка ростовщика» / The Pawnshop, США (реж. Чарли Чаплин)
- «Нетерпимость» / Love’s Struggle Throughout the Ages, США (реж. Дэвид Уорк Гриффит)
- «Ночь ужаса» / Nächte des Grauens, Германия (реж. Рихард Освальд, Артур Робинсон)
- «Обувной дворец Пинкуса» / Schuhpalast Pinkus, Германия (реж. Эрнст Любич)
- «Пожарный» / The Fireman, США (реж. Чарли Чаплин)
- «Скиталец» / The Vagabond, США (реж. Чарли Чаплин)

### Российское кино
- «Аршин мал алан» (реж. Борис Светлов)
- «В царстве нефти и миллионов» (реж. Борис Светлов)
- «Вий» (реж. Владислав Старевич)
- «Жизнь за жизнь» (реж. Евгений Бауэр)
- Падающего толкни. В роли больного — А. Вертинский.
- «Пиковая дама» (реж. Яков Протазанов)
- "Умирающий лебедь" (реж. Евгений Бауэр)

## Персоналии

### Родились
- 11 февраля — Вильгельм Кох-Хоге, немецкий актёр театра, кино и телевидения.
- 2 мая —  Лийса Невалайнен,  финская актриса театра, кино и телевидения.
- 21 сентября — Зиновий Гердт, советский актёр театра и кино, народный артист СССР.
- 23 ноября — Шуй Хуа, китайский режиссёр, сценарист.
- 9 декабря — Кирк Дуглас, американский актёр, один из последних ныне живущих звёзд «золотой эры» Голливуда.